# Cegielnia (Łódź)
Cegielnia – część Łodzi, w dzielnicy Górna (SIMC 1039458 w TERYT). Administracyjnie wchodzi w skład osiedla Rokicie.
Nazwa pochodzi od cegielni Józefa Kluki z 1890 roku przy ulicy św. Franciszka z Asyżu na Starym Rokiciu.